# 138e brigade de missiles antiaériens
Pour les articles homonymes, voir 138e brigade.
La 138e brigade de missiles antiaériens (en ukrainien : 138-ма Дніпровська зенітна ракетна бригада,  numéro d'unité militaire A4608) est une brigade de missiles antiaériens du Commandement aérien Est.

## Historique
Elle existe depuis 1992, date de passage du 138e régiment de missiles antiaériens soviétique sous juridiction ukrainienne. À partir de 1988 la brigade est équipée de S-300.
D'après les sources ukrainiennes, elle détruit sa centième cible en mai 2023, un missile Kh-101.

## Équipement
S-300PT